# Edgar Roni Fígaro

Edgar Roni Figaro es un personaje de ficción del videojuego de RPG Final Fantasy VI. rey del reino de Figaro

## Historia
Hermano gemelo de Sabin. Su madre murió al darles a luz y su padre, el rey de Figaro murió envenenado por el imperio cuando ellos eran aun adolescentes, confiando el reino en sus manos. En un principio no querían la responsabilidad del reino así Que Sabin le propuso que escaparan dejando todo atrás, Edgar sabía que no podían dejar solo al reino y a su gente y le propuso echarlo a Cara o Cruz con una moneda, y el ganador decidiría que hacer con su vida, Sabin ganó y Edgar se quedó como rey. Durante diez años gobernó con justicia, aparentemente aliado con el imperio pero siendo parte de los Replicantes, un grupo de rebeldes contra el imperio, y amigo de Locke hasta la llegada de Terra escapando de Narshe. Kefka fue a buscarla, pero Edgar se negó y Kefka prendió fuego al castillo durante la noche. Sin embargo Edgar, Terra y Locke lograron escapar y el castillo se hundió en la arena...
Apoyó directamente a los activistas de los replicantes hasta que Kefka desequilibró el mundo. No se supo más de los personajes hasta que se encuentran a Edgar disfrazado como líder de una banda de ladrones para conseguir colarse en su propio castillo. Fingió su propia muerte a la banda de ladrones y se volvió a unir al grupo para acabar con Kefka de una vez por todas.

## Habilidades
Si pudiésemos comparar a Edgar con alguna profesión de la saga Final Fantasy, lo clasificaríamos como Maquinista, por lo que sus bazas serían un ataque medio alto y una gran defensa.

### Utensilios
Utiliza maquinaria que compra o consigue durante el juego. No gasta Puntos Mágicos y pueden atacar a uno o varios enemigos a la vez.

## Frases célebres
- Después de conocer a Relm y preguntar su edad: "Vaya, los niños ahora se desarollan más rápido"